# Rodolfo Rombaldoni
Rodolfo Rombaldoni, född 15 december 1976 i Sant'Elpidio a Mare, Italien, är en italiensk basketspelare som tog OS-silver 2004 i Aten. Detta var Italiens  första medalj på 24 år i herrbasket vid olympiska sommarspelen. 